# Ropraz
Ropraz es una comuna suiza del cantón de Vaud, situada en el distrito de Broye-Vully. Limita al norte con las comunas de Hermenches y Vucherens, al este con Carrouge, al sur con Montpreveyres, y al oeste con Corcelles-le-Jorat.
La comuna formó parte hasta el 31 de diciembre de 2007 del distrito de Oron.